# 泉蝶斎英春
泉蝶斎 英春（せんちょうさい えいしゅん、生没年不詳）とは、江戸時代後期の浮世絵師。

## 来歴
渓斎英泉の門人。姓は大木。泉蝶斎、泉蝶、英春と号す。小石川に住んでいたという。作画期は文政4年（1821年）に英泉に入門して以後、文政（1844年）の末年頃にかけてである。文政5年刊行の梅園樵夫作の読本『花影胡蝶夢』や、刊行年不明の豆本『今様化物退治』（唐来三和作）の見返しの挿絵を描いている（本編の挿絵は師の英泉が描く）。また錦絵の美人画を描き、春画も多いといわれる。

## 作品
- 「初かすみ当世風俗」　細判錦絵
- 「美人と子犬」　大錦